# Guna (hinduismus)
Guna (v sanskrtu गुण guṇa) je v indické filosofii, především v sánkhje, vlastnost existujících věcí či prvky z kterých se svět skládá. Existují tři guny, které byly původně ve stavu rovnováhy, a jedná se o následující:
- sattva „harmonie, soulad“ se vyznačuje lehkostí, příjemností a schopností projevovat ostatní guny. Je spojována také s jasem, průzračností a schopností zrcadlit vědomí Puruši.[1][2]
- radžas „vášeň, energie“  se vyznačuje dynamičností, vzrušivostí a schopností zranit.[3]
- tamas „netečnost, setrvačnost, letargie“ která se vyznačuje  těžkostí, skrytostí a statičností a schopností vyvolat žal[1][4]

S třemi gunami byly, například indologem Janem Gondou, srovnány tři části duše v Platónově myšlení: myšlení, vůle a žádostivost. To je někdy považováno za známku indického vlivu, ale může se také o společné indoevropské dědictví vycházející z trojfunkční klasifikace.